# San Esteban, Chile
San Esteban este un oraș și comună din provincia Los Andes, regiunea Valparaíso, Chile, cu o populație de 17.090 locuitori (2012) și o suprafață de 1361,6 km2.